# Òptica dels raigs X

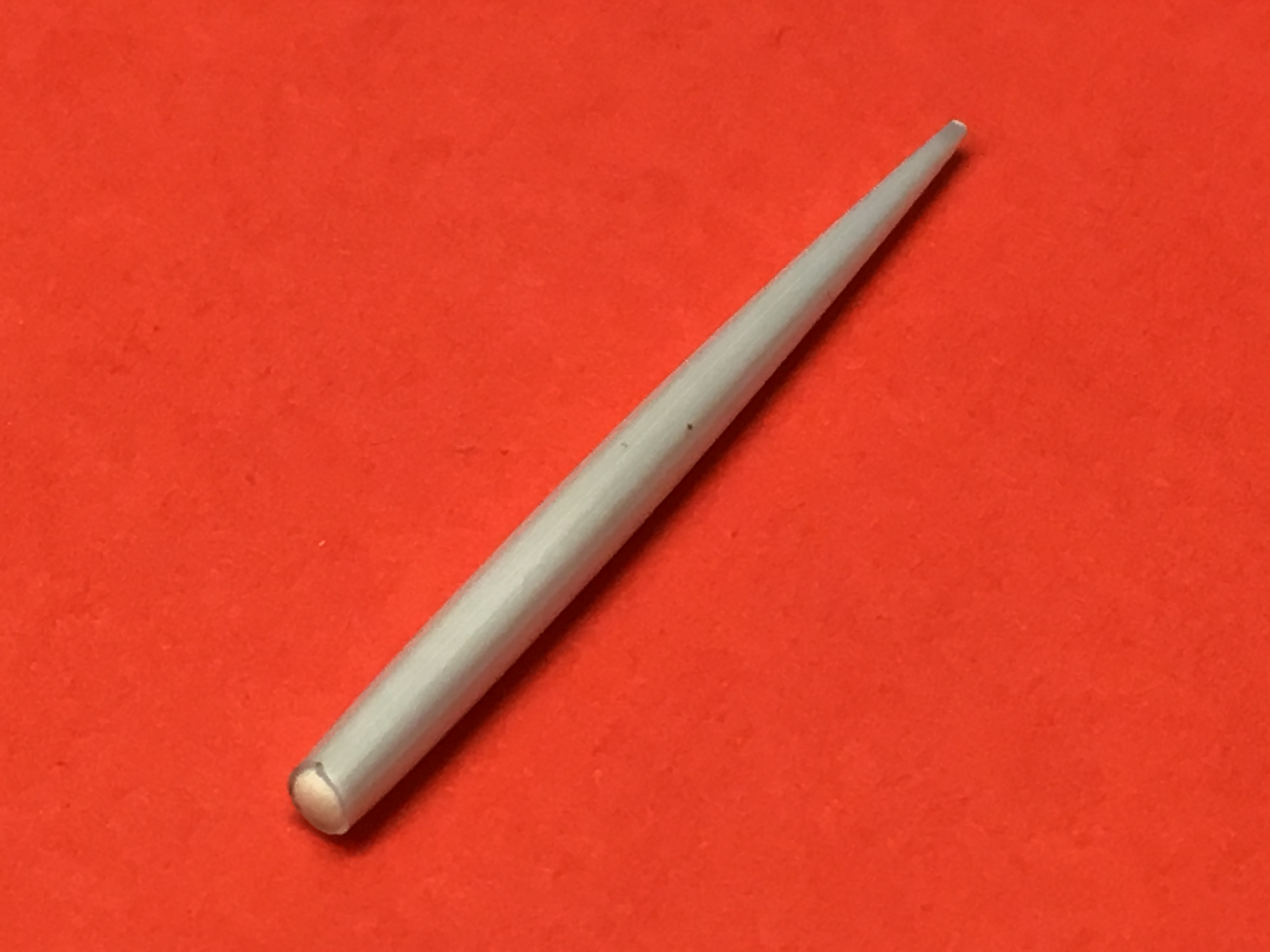
Lent policapil·lar per a focalitzar raigs X.

Concentració de raigs X.

L'òptica dels raigs X és la branca de l'òptica que manipula els raigs X. L’òptica de la llum visible es basa en la refracció (prismes, lents i similars) i en la reflexió (miralls). L’ índex de refracció dels materials emprats en òptica de la llum visible són sensiblement superiors a la unitat. En el cas dels raigs X els materials tenen un índex de refracció lleugerament inferior a la unitat.

## Mètodes
Els mètodes principals de l’òptica dels raigs X es basen en la reflexió, la difracció i la interferència.

## Aplicacions principals
- Telescopi de raigs X
- Microscopi de raigs X